# アンワル・アウラキ
アンワル・アウラキー（阿: أنور العولقي、英: Anwar al-Awlaki、翻字：Anwar al-‘Awlaqī、1971年4月22日 - 2011年9月30日）は、アメリカ合衆国出身のイスラーム主義活動家で、同主義を標榜する組織アルカーイダの幹部。

## 概要
アメリカおよびイギリスのイスラム過激派に大きな影響力を持つと同時にアルカーイダのイマームも務めた。2004年以降は両親の出身地であるイエメンに居住し、アラビア半島のアルカーイダ（AQAP）の指導者となった。オンラインマガジンインスパイアやユーチューブ、Facebookなどのソーシャルメディアを通じて啓蒙活動やテロの指南を行ったため、「インターネットのウサーマ・ビン・ラーディン」とも呼ばれた。
アウラキはアメリカ合衆国のニューメキシコ州ラスクルーセスでイエメン出身の両親の元に生まれた。アメリカとイエメンの二重国籍者である。アウラキは英語とアラビア語を流暢に話す。
アウラキの父親はイエメンからフルブライト・プログラムの支援によりアメリカに渡り、ネブラスカ大学で博士号を取得した後、ミネソタ大学に勤務した。アウラキが7歳の時に一家はイエメンに帰国した。父親は首都のサナアにあるサナア大学の学長を務め、アリー・アブドッラー・サーレハ政権の重要メンバーとなった。イエメンの元首相のアリー・ムハンマド・ムジャッワルはアウラキ家の縁戚である。

## 経歴

### アメリカ
1991年にアウラキはアメリカに戻り、学生ビザでコロラド大学に入学した。彼はここで学内のムスリム学生連盟の議長を務めている。夏はアフガニスタンで元ムジャーヒディーンから軍事訓練を受けていたとされる。1993年に世界貿易センター爆破事件が発生するとアウラキはアフガニスタンに渡った。アメリカに戻ると政治的な活動を開始しアブドゥッラー・アッザームの言葉を主に引用するようになった。翌年にアウラキは結婚し、デンバー次いでサンディエゴのムスリム協会でイマームを務めた。この頃に買春容疑で2度逮捕されている。またFBIはハマースの資金を追っている過程でアウラキの捜査を行なっていた。アウラキはサンディエゴ州立大学で修士号を取得した。
2000年の米艦コール襲撃事件の首謀者たちや、2001年9月のアメリカ同時多発テロ事件で航空機をハイジャックしたテロリストらはサンディエゴでアウラキと接触しており、そのうち3名がアウラキの説教に触れている。アウラキは2001年にジョージ・ワシントン大学の博士課程に進んだ。アメリカ同時多発テロ事件が起こるとFBIはアウラキへ4度の尋問を行っている。2002年にアウラキはイギリスに移住し、ロンドンやアバディーンなど各地で説教をした。

### イエメン
2004年にイエメンに帰国し一族の故郷であるアタクで妻と5人の子供と暮らし始めた。大学で講義を行う一方で、誘拐事件を起こしたとしてイエメン警察に逮捕され18ヶ月間投獄された。2007年に釈放されるとシャブワ県の山岳地帯の寒村に移住した。2009年11月に発生した米陸軍基地銃乱射事件の被疑者ニダル・マリク・ハサンや同年12月のデルタ航空機爆破テロ未遂事件を起こしたウマル・ファールーク・アブドゥルムタッラブもアウラキの説教を受けていた。
2010年4月にバラク・オバマ大統領は、アメリカ国家安全保障会議の同意の下にアウラキの殺害計画を承認した。アメリカ国籍保有者がCIAの暗殺リストに載ったのは歴史上彼が初めてである。アウラキはアメリカ国内においていかなる罪についても逮捕状が出ておらず、人権団体の中には政府の決定に疑問を投げかける者もいる。2010年11月にアウラキはイエメンにおいて外国人殺害容疑で被告人不在のまま起訴され、イエメンの裁判所からもアウラキの逮捕命令が出た。2011年5月にアメリカ軍はアウラキの乗っていると思われる車にミサイルを発射したが、殺害に失敗した。その後アウラキはイエメン南西部に潜伏していたとみられる。
2011年9月30日、イエメン中部マーリブ州でCIAの無人機による攻撃を受けた際に死亡した。40歳没。